# Zlatá brázda
Zlatá brázda je přírodní památka v oblasti Slovenský ráj.
Nachází se v katastrálním území obce Spišské Podhradie v okrese Levoča v Prešovském kraji. Území bylo vyhlášeno či novelizováno v roce 1990 na rozloze 1,6160 ha. Ochranné pásmo nebylo stanoveno.